# Kazán István
Kazán István (Budapest, 1924. szeptember 15. – Budapest, 2005. november 15.) kétszeres Jászai Mari-díjas magyar rendező, főiskolai tanár.

## Életpályája
1944-től 1949-ig vidéki színházakban dolgozott. 1950–1954 között a Színház- és Filmművészeti Főiskola hallgatója volt, színházrendező szakon. A Moszkvai Színművészeti Főiskola rendező szakát is elvégezte.  
1956–1962 között a Magyar Néphadsereg Színháza, 1962–1969 között a József Attila Színház főrendezője volt. 1973–1977 között a Budapesti Gyermekszínház igazgató-főrendezője, ahol színészképző stúdiót is vezetett. 1959 óta tanított a Színház- és Filmművészeti Főiskolán, ahol több osztálya is végzett.  
Utolsó bemutatója 1990-ben a Győri Nemzeti Színházban volt. 2005-ben hunyt el. 
2006-ban egykori tanítványa, Kriszt László létrehozta a Kazán István Kamaraszínházat.

## Főbb rendezései
- Pavel Kohout: Ilyen nagy szerelem
- Friedrich Dürrenmatt: Az öreg hölgy látogatása
- Johann Wolfgang von Goethe: Faust
- Id. Alexandre Dumas: A három testőr
- Molière: Dandin György vagy a megcsúfolt férj
- Tennessee Williams: Üvegfigurák
- Jean Anouilh: Becket, avagy az Isten becsülete
- Eugène Scribe: Egy pohár víz
- Alekszandr Nyikolajevics Osztrovszkij: Farkasok és bárányok
- Alekszandr Nyikolajevics Osztrovszkij: A hozomány nélküli menyasszony
- Pierre Barillet–Jean-Pierre Grédy: A kaktusz virága
- Lev Nyikolajevics Tolsztoj – Erwin Piscator: Háború és béke
- Ifj. Johann Strauss: Egy éj Velencében
- Kálmán Imre: Csárdáskirálynő
- Ábrahám Pál: Bál a Savoyban
- Dale Wasserman: La Mancha lovagja
- O'Casey: Az ezüstkupa
- Jean Giraudoux: Párizs bolondja
- Plautus – Molière – Heinrich von Kleist – Jean Giraudoux: Örök Amphytrion
- William Shakespeare: Vízkereszt, vagy amit akartok
- Cole Porter: Csókolj meg, Katám!
- John Patrick: Teaház az augusztusi holdhoz
- Dario Niccodemi: Hajnalban, délben, este
- Eduardo De Filippo: Az én családom
- Robert B. Nemirff: Kitörés
- Szomory Dezső: II. József
- Mesterházi Lajos: Férfikor
- Gyárfás Miklós: Egy nő, akinek lelke van
- Száraz György: II. Rákóczi Ferenc
- Békés József: Császárok
- Nyirő József: Jézusfaragó ember

## Filmográfia
- Ki ismeri őket? A nőket! (1981)
- Enyhítő körülmény  (magyar tévéfilm, 1980)
- Ki van a tojásban? (magyar vígjáték, 1973)
- Pirx kalandjai   (magyar sci-fi sorozat, 1972)
- Napfogyatkozás  (magyar tévéfilm, 1966)
- Az én kortársaim II.  (magyar tévéfilm, 1964)
- Az én kortársaim I.  (magyar tévéfilm, 1964)
- Maszk nélkül  (szórakoztató műsor)
- Császárok  (magyar musical)

## Díjai, elismerései
- Jászai Mari-díj (1959, 1964)